# 赫伯鸟属
赫伯鸟属（学名：Holbotia）是反鸟亚纲已灭绝的一属，生存于早白垩世的蒙古国。属下包括单一物种波氏赫伯鸟（Holbotia ponomarenkoi），由尼基塔·泽伦科夫和亚历山大·阿韦里亚诺夫于2015年首次命名。